# Total (Zeitschrift)
Die Total (Eigenschreibweise: TOTAL!) war ein Magazin, das sich mit den Videospielen von Nintendo befasste. Es erschien monatlich im Zeitraum vom Juni 1993 bis Dezember 2000.
Die Namensrechte wurden von einem englischen Magazin gleichen Namens eingekauft, das von 1991 bis 1996 erschien. Es handelte sich bei der deutschsprachigen TOTAL! nicht um ein reines Übersetzungsmagazin, sondern um ein Magazin mit eigenständiger redaktioneller Arbeit. Es zeichnete sich vor allem durch Reportagen und ein Bewertungssystem für Videospiele aus, das auf dem Schulnotensystem basierte, und versuchte, objektive von subjektiven Bewertungen zu trennen.
Nachdem der MVL-Verlag Konkurs anmelden musste, erschien die Dezember-Ausgabe des Jahres 1995 nicht mehr. Ehemalige Mitarbeiter des MVL-Verlages gründeten mit dem X-Plain-Verlag ein neues Unternehmen und führten die TOTAL! mit der Ausgabe 1/1996 weiter.
Aufgrund der abflauenden Spiele-Entwicklung für das Nintendo 64 am Ende der 1990er Jahre und der wachsenden Konkurrenz von internet-basierenden Videospiel-Publikationen wurde die Zeitschrift ohne Ankündigung Ende 2000 eingestellt.